# OR2C3
OR2C3 (англ. Olfactory receptor family 2 subfamily C member 3) – білок, який кодується однойменним геном, розташованим у людей на короткому плечі 1-ї хромосоми.  Довжина поліпептидного ланцюга білка становить 320 амінокислот, а молекулярна маса — 35 376.
| 10         |  | 20         |  | 30         |  | 40         |  | 50         |
| ---------- |  | ---------- |  | ---------- |  | ---------- |  | ---------- |
| MMEIANVSSP |  | EVFVLLGFST |  | RPSLETVLFI |  | VVLSFYMVSI |  | LGNGIIILVS |
| HTDVHLHTPM |  | YFFLANLPFL |  | DMSFTTSIVP |  | QLLANLWGPQ |  | KTISYGGCVV |
| QFYISHWLGA |  | TECVLLATMS |  | YDRYAAICRP |  | LHYTVIMHPQ |  | LCLGLALASW |
| LGGLTTSMVG |  | STLTMLLPLC |  | GNNCIDHFFC |  | EMPLIMQLAC |  | VDTSLNEMEM |
| YLASFVFVVL |  | PLGLILVSYG |  | HIARAVLKIR |  | SAEGRRKAFN |  | TCSSHVAVVS |
| LFYGSIIFMY |  | LQPAKSTSHE |  | QGKFIALFYT |  | VVTPALNPLI |  | YTLRNTEVKS |
| ALRHMVLENC |  | CGSAGKLAQI |  |            |  |            |  |            |

A: Аланін

C: Цистеїн

D: Аспарагінова кислота

E: Глутамінова кислота

F: Фенілаланін

G: Гліцин

H: Гістидин

I: Ізолейцин

K: Лізин

L: Лейцин

M: Метіонін

N: Аспарагін

P: Пролін

Q: Глутамін

R: Аргінін

S: Серин

T: Треонін

V: Валін

W: Триптофан

Кодований геном білок за функціями належить до рецепторів, g-білокспряжених рецепторів, білків внутрішньоклітинного сигналінгу. 
Задіяний у такому біологічному процесі як поліморфізм. 
Локалізований у клітинній мембрані.